# Коленьки (Решетиловский район)
Коленьки (укр. Коліньки) — село,
Лиманский-Второй сельский совет,
Решетиловский район,
Полтавская область,
Украина.
Код КОАТУУ — 5324281506. Население по переписи 2001 года составляло 0 человек.

## Географическое положение
Село Коленьки находится на расстоянии в 1 км от села Белаши (Шишацкий район) и в 2-х км от села Лиман Второй.
Рядом проходит автомобильная дорога Т-1720.